# Christian Kulik
Pour les articles homonymes, voir Kulik.
Christian Kulik est un footballeur ouest-allemand puis allemand né le 6 décembre 1952 à Zabrze. Il évoluait au poste de milieu.

## Biographie
Christian Kulik commence sa carrière à l'Alemannia Aachen lors de la saison 1970-1971,,.
Il rejoint le Borussia Mönchengladbach en 1971 et devient rapidement titulaire,.
Kulik dispute toutes les rencontres de la campagne en Coupe UEFA lors de la saison 1972-1973 : en finale, Mönchengladbach s'incline contre Liverpool lors de la double-confrontation en finale.
Il est sacré champion d'Allemagne de l'Ouest en 1973-74, 1976, puis à nouveau en 1977,.
Lors de la Coupe des clubs champions en 1976-77, Kulik dispute neuf matchs, dont la finale perdue contre Liverpool sur le score de 1-3.
Il remporte la Coupe d'Allemagne de l'Ouest en 1972-73 avec le Borussia,.
En Coupe des vainqueurs de coupe la saison 1973-1974, le club échoue en demi-finales de la compétition : Kulik dispute la double-confrontation en demi-finale.
La saison suivante, le club remporte la Coupe UEFA 1974-1975 : le joueur dispute la finale remportée contre le FC Twente.
Lors de la campagne en Coupe des clubs champions de  1976-77, Kulik dispute toutes les rencontres à partir des quarts de finale : le Borussia Mönchengladbach s'incline contre Liverpool sur le score de 1-3.
Il participe à dix matchs de la Coupe UEFA lors de la saison 1978-1979, Kulik inscrit trois buts lors de la compétition et le club remporte à nouveau la compétition contre l'Étoile rouge de Belgrade en finale, que joue à nouveau Kulik.
La saison suivante, Kulik dispute sa cinquième finale européenne lors de la Coupe UEFA 1980-1981 contre l'Eintracht Francfort. Même s'il est l'auteur d'un doublé lors de la finale aller qui se solde sur le score de 3-2 en faveur de Mönchengladbach, le club s'incline au retour sur le score de 0-1.
En 1981, Kulik quitte l'Allemagne pour la Belgique et le club du FC Anvers,.
De 1982 à 1984, il évolue sous les couleurs du SG Düren 99 (de),.
Kulik joue par la suite en Suisse avec le FC Mendrisio et le FC Coire 97,.
Il raccroche les crampons en 1988 après une ultime expérience avec le club du FSV Salmrohr,.
Christian Kulik joue au total 220 matchs pour 38 buts marqués en première division ouest-allemande. Au sein des compétitions européennes, il dispute 14 matchs de Coupe des clubs champions pour un but marqué, 8 matchs de Coupe des vainqueurs de coupes pour 10 buts marqués, et 44 matchs de Coupe UEFA pour 10 buts marqués. Il dispute également deux rencontres lors de la Coupe intercontinentale 1977.

## Palmarès
Borussia Mönchengladbach
| - Championnat d'Allemagne de l'Ouest (3) : - Champion : 1974-75, 1975-76 et 1976-77. - Coupe d'Allemagne de l'Ouest (3) : - Champion : 1972-73. - Coupe UEFA (2) : - Vainqueur : 1974-75 et 1978-79. - Finaliste : 1972-73 et 1979-80. |  | - Coupe des clubs champions : - Finaliste : 1976-77. - Coupe Kirin (1) : - Vainqueur : 1978 |